# Punta Redona (Bellaguarda)
La Punta Redona és una muntanya de 650 metres que es troba al municipi de Bellaguarda, a la comarca catalana de les Garrigues.